# 首大非就任者の会
首大非就任者の会（くびだいひしゅうにんしゃのかい）は、東京都立大学 (1949-2011)の廃止に反対し、首都大学東京（現・東京都立大学）に就任しなかった東京都立大学教員の一部による団体である。立ち上げ時の参加人数は19名であった。積極的に活動したのは、岡本順治、初見基、水林彪、人見剛、戸田裕之、高村学人などである。

## 概要
この会では、首都大学東京は東京都の方針に合わない教育や研究は切り捨てられる仕組みになっていると批判し、首都大学東京への就任を拒否したのちも批判を行った。